# Jaime Soto

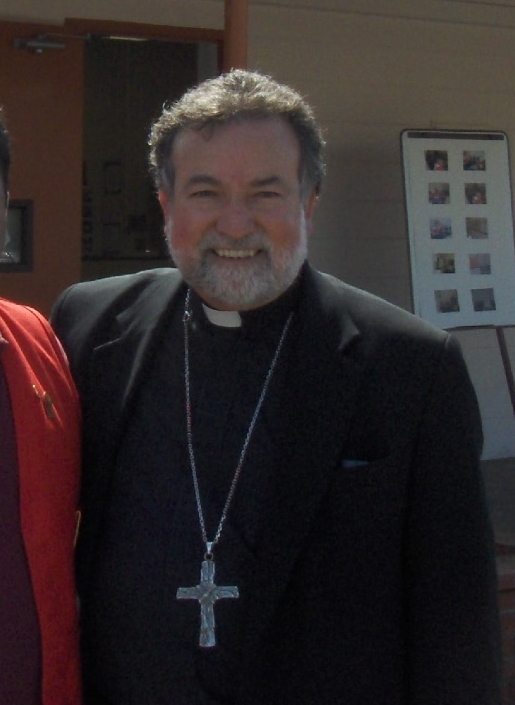
Jaime Soto (2008)

Wappen von Jaime Soto

Jaime Soto (* 31. Dezember 1955 in Inglewood) ist US-amerikanischer Geistlicher und römisch-katholischer Bischof von Sacramento. 

## Leben
Jaime Soto empfing nach seinem Studium am Saint John's Seminary College in Camarillo am 12. Juni 1982 die Priesterweihe für das Bistum Orange in California. Nach seelsorgerischer Tätigkeit in Santa Ana absolvierte er ein Masterstudium in Sozialarbeit an der Columbia University School of Social Work, New York City. 1986 wurde er stellvertretender Direktor der Catholic Charities of Orange sowie kurz darauf Direktor der  Immigration and Citizenship Services at Catholic Charities. 1989 wurde er zum Bischofsvikar für die spanische Bevölkerung im Bistum Orange in California ernannt. Papst Johannes Paul II. ernannte ihn zum Ehrenprälaten. 1999 wurde er zudem zum Vikar für die Catholic Charities of Orange ernannt.
Papst Johannes Paul II. ernannte ihn am 23. März 2000 zum Weihbischof des Bistums Orange in California sowie zum Titularbischof von Segia. Der Bischof von Orange in California, Tod David Brown, weihte ihn daraufhin am 31. Mai desselben Jahres zum Bischof; Mitkonsekratoren waren Michael Patrick Driscoll, Bischof von Boise City, sowie der emeritierte Bischof von Orange in California, Norman Francis McFarland.
Jaime Soto ist seit 2000 Großoffizier des Ritterordens vom Heiligen Grab zu Jerusalem und Prior der US-amerikanischen Statthalterei Northwestern Lieutenancy.
Am 11. Oktober 2007 ernannte ihn Papst Benedikt XVI. zum Koadjutor des Bistums Sacramento. Mit dem Rücktritt William Keith Weigands am 29. November 2008 folgte Soto diesem als Bischof von Sacramento nach.